# Boucé, Orne

Boucé este o comună în departamentul Orne, Franța. În 1 ianuarie 2022 avea o populație de 567 de locuitori.